# Moisés Roberto Barbosa
Moisés Roberto Barbosa (São Paulo, 11 de marzo de 1995), conocido simplemente como Moisés, es un futbolista brasileño. Juega de defensa y su equipo es el P. F. C. CSKA Moscú de la Liga Premier de Rusia.

## Trayectoria

### Inicios
Moisés terminó su formación en las inferiores del Comercial de São Paulo. Debutó en el primer equipo el 13 de julio de 2013, como titular en el empate sin goles contra el XV de Piracicaba por la Copa Paulista.
Pasó por los clubes de Batatais y Madureira, destacando su actuación en el Campeonato Carioca 2015.

### Corinthians
El 14 de mayo de 2015 se anunció su fichaje en el Corinthians. Fue enviado de inmediato a préstamo al Bragantino de la Serie B por toda la temporada.
De regreso al Timão, fue enviado a préstamo al Bahia de la Serie B. Titular en su nuevo club, jugó 25 encuentros de liga y consiguió el ascenso con el equipo.
Debutó por Corinthians el 4 de febrero de 2017, como titular en la victoria por 1-0 sobre el São Bento por el Paulista.
El 21 de febrero de 2018 fue presentado como nuevo refuerzo del Botafogo, a préstamo desde el club.

### Bahia
El 14 de enero de 2019 fichó permanentemente con el Bahia.
Para la temporada 2020 fue enviado a préstamo al Internacional por toda la temporada.

## Estadísticas
Actualizado al último partido disputado el 12 de julio de 2025.
| Club | Div.          | Temporada     | Liga  | Liga  | Estatal(1) | Estatal(1) | Copas nacionales(2) | Copas nacionales(2) | Copas internacionales(3) | Copas internacionales(3) | Total | Total |
| Club | Div.          | Temporada     | Part. | Goles | Part.      | Goles      | Part.               | Goles               | Part.                    | Goles                    | Part. | Goles |
| --- | ------------- | ------------- | ----- | ----- | ---------- | ---------- | ------------------- | ------------------- | ------------------------ | ------------------------ | ----- | ----- |
| Comercial-SP · Brasil | SP2           | 2013          | ―     | ―     | 9          | 0          | ―                   | ―                   | ―                        | ―                        | 9     | 0     |
| Comercial-SP · Brasil | Total club    | Total club    | 0     | 0     | 9          | 0          | 0                   | 0                   | 0                        | 0                        | 9     | 0     |
| Batatais F. C. · Brasil | SP2           | 2014          | ―     | ―     | 7          | 0          | ―                   | ―                   | ―                        | ―                        | 7     | 0     |
| Batatais F. C. · Brasil | Total club    | Total club    | 0     | 0     | 7          | 0          | 0                   | 0                   | 0                        | 0                        | 7     | 0     |
| Madureira E. C. · Brasil | 3.ª           | 2014          | 0     | 0     | ―          | ―          | ―                   | ―                   | ―                        | ―                        | 0     | 0     |
| Madureira E. C. · Brasil | 3.ª           | 2015          | 0     | 0     | 8          | 0          | 2                   | 0                   | ―                        | ―                        | 10    | 0     |
| Madureira E. C. · Brasil | Total club    | Total club    | 0     | 0     | 8          | 0          | 2                   | 0                   | 0                        | 0                        | 10    | 0     |
| C. A. Bragantino · Brasil | 2.ª           | 2015          | 24    | 1     | ―          | ―          | ―                   | ―                   | ―                        | ―                        | 24    | 1     |
| C. A. Bragantino · Brasil | Total club    | Total club    | 24    | 1     | 0          | 0          | 0                   | 0                   | 0                        | 0                        | 24    | 1     |
| E. C. Bahia · Brasil | 2.ª           | 2016          | 25    | 1     | 9          | 0          | 2                   | 0                   | ―                        | ―                        | 36    | 1     |
| S. C. Corinthians · Brasil | 1.ª           | 2017          | 4     | 0     | 8          | 0          | 0                   | 0                   | 1                        | 0                        | 13    | 0     |
| S. C. Corinthians · Brasil | Total club    | Total club    | 4     | 0     | 8          | 0          | 0                   | 0                   | 1                        | 0                        | 13    | 0     |
| Botafogo · Brasil | 1.ª           | 2018          | 27    | 0     | 11         | 0          | 0                   | 0                   | 2                        | 0                        | 40    | 0     |
| Botafogo · Brasil | Total club    | Total club    | 27    | 0     | 11         | 0          | 0                   | 0                   | 2                        | 0                        | 40    | 0     |
| E. C. Bahia · Brasil | 1.ª           | 2019          | 30    | 0     | 14         | 2          | 9                   | 0                   | 2                        | 0                        | 55    | 2     |
| E. C. Bahia · Brasil | Total club    | Total club    | 55    | 1     | 23         | 2          | 11                  | 0                   | 2                        | 0                        | 91    | 3     |
| S. C. Internacional · Brasil | 1.ª           | 2020          | 26    | 0     | 8          | 0          | 3                   | 1                   | 4                        | 0                        | 41    | 1     |
| S. C. Internacional · Brasil | 1.ª           | 2021          | 26    | 0     | 8          | 0          | 2                   | 0                   | 7                        | 0                        | 43    | 0     |
| S. C. Internacional · Brasil | 1.ª           | 2022          | 8     | 2     | 7          | 0          | 1                   | 0                   | 3                        | 0                        | 19    | 2     |
| S. C. Internacional · Brasil | Total club    | Total club    | 60    | 2     | 23         | 0          | 6                   | 1                   | 14                       | 0                        | 103   | 3     |
| P. F. C. CSKA Moscú · Rusia | 1.ª           | 2022-23       | 24    | 0     | ―          | ―          | 12                  | 1                   | ―                        | ―                        | 36    | 1     |
| P. F. C. CSKA Moscú · Rusia | 1.ª           | 2023-24       | 24    | 1     | ―          | ―          | 10                  | 0                   | ―                        | ―                        | 34    | 1     |
| P. F. C. CSKA Moscú · Rusia | 1.ª           | 2024-25       | 25    | 3     | ―          | ―          | 12                  | 0                   | ―                        | ―                        | 37    | 3     |
| P. F. C. CSKA Moscú · Rusia | 1.ª           | 2025-26       | 0     | 0     | ―          | ―          | 1                   | 0                   | ―                        | ―                        | 1     | 0     |
| P. F. C. CSKA Moscú · Rusia | Total club    | Total club    | 73    | 4     | 0          | 0          | 35                  | 1                   | 0                        | 0                        | 108   | 5     |
| Total carrera | Total carrera | Total carrera | 243   | 8     | 89         | 2          | 54                  | 2                   | 19                       | 0                        | 405   | 12    |
| (1) Incluye datos de la Copa Paulista y la Copa do Nordeste. (2) Incluye datos de la Copa de Brasil, la Copa de Rusia y la Supercopa de Rusia. (3) Incluye datos de la Copa Sudamericana y la Copa Libertadores. |               |               |       |       |            |            |                     |                     |                          |                          |       |       |

## Palmarés

### Títulos estatales
| Título              | Club              | Estado         | Año  |
| ------------------- | ----------------- | -------------- | ---- |
| Campeonato Paulista | S. C. Corinthians | São Paulo      | 2017 |
| Campeonato Paulista | S. C. Corinthians | São Paulo      | 2018 |
| Campeonato Carioca  | Botafogo          | Río de Janeiro | 2018 |
| Campeonato Paulista | S. C. Corinthians | São Paulo      | 2019 |
| Campeonato Baiano   | E. C. Bahia       | Bahía          | 2019 |

### Títulos nacionales
| Título             | Club                | País   | Año     |
| ------------------ | ------------------- | ------ | ------- |
| Serie A            | S. C. Corinthians   | Brasil | 2017    |
| Copa de Rusia      | P. F. C. CSKA Moscú | Rusia  | 2022-23 |
| Copa de Rusia      | P. F. C. CSKA Moscú | Rusia  | 2024-25 |
| Supercopa de Rusia | P. F. C. CSKA Moscú | Rusia  | 2025    |